# Scardamia aetha
Scardamia aetha là một loài bướm đêm trong họ Geometridae.